# مونتریجونی

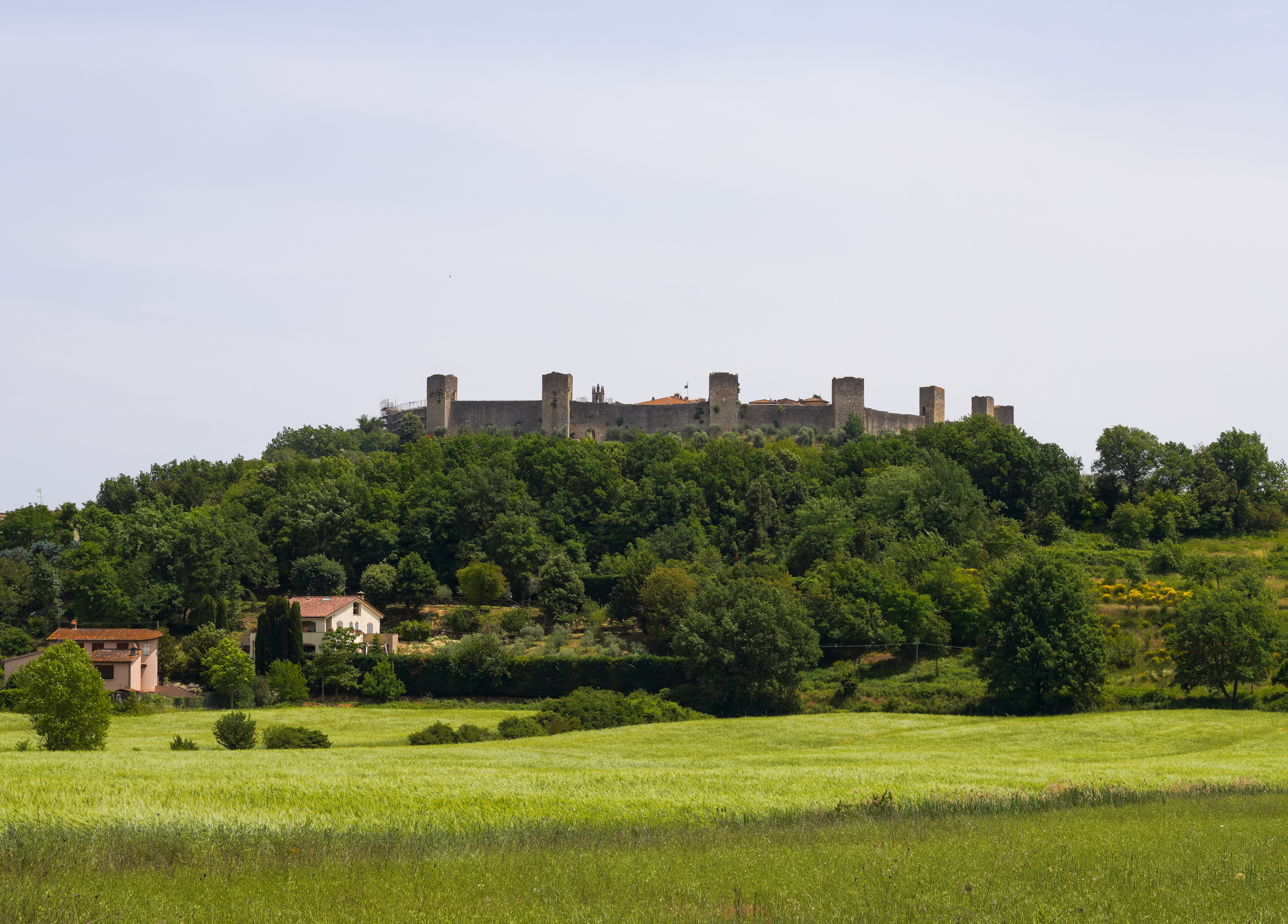
نمایی از مونتریجونی

مونتریجونی (به انگلیسی: Monteriggioni) شهری در استان سینا (Siena)، در کشور ایتالیا و منطقه توسکانی می‌باشد. این شهر از نظر فرهنگی و معماری دارای اهمیت می‌باشد.
مونتریجونی یک شهر قرون وسطایی است که بر روی یک تپه طبیعی قرار گرفته‌است و دارای دیوار شهر می‌باشد.
مساحت شهر ۹۹ کیلومترمربع و ارتفاع آن ۲۰۰ متر است. جمعیت آن در ۳۱ دسامبر ۲۰۰۴ میلادی ۸۱۶۸ نفر بوده‌است.
این شهر در چند بازی ویدئویی جدید نظیر کیش یک آدم‌کش ۲ و کیش یک آدم‌کش: برادری دیده می‌شود.

## نگارخانه

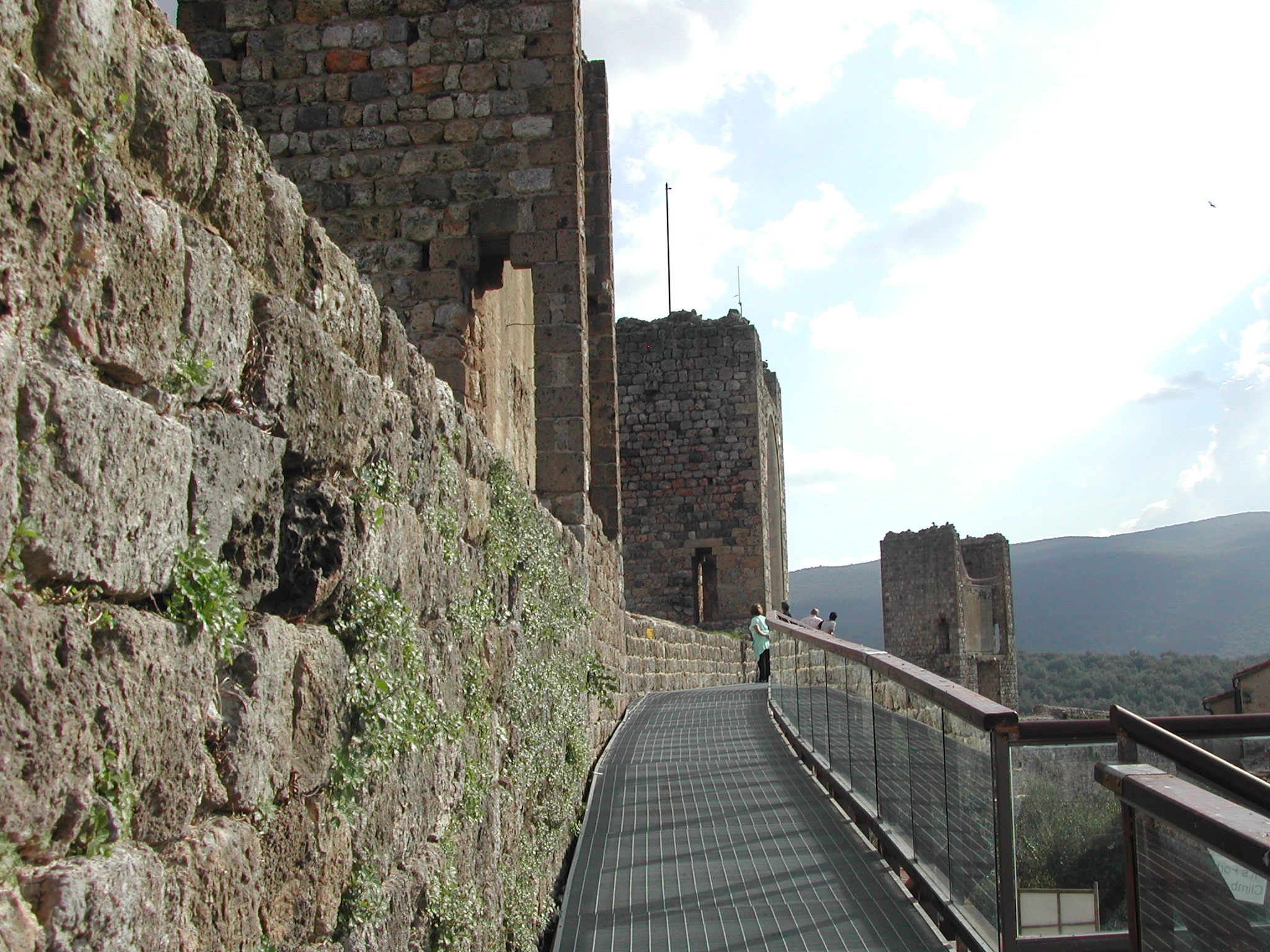
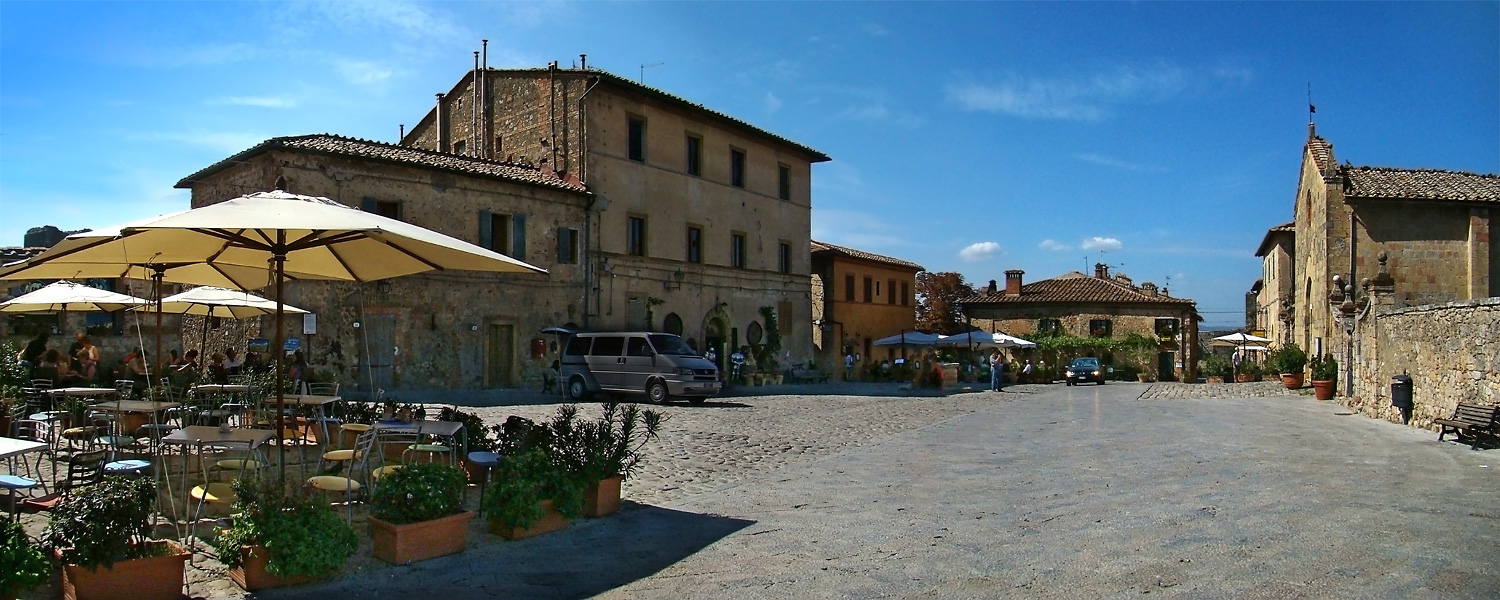
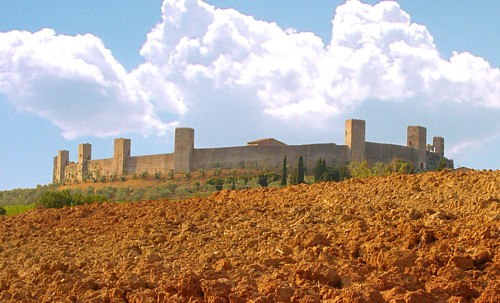
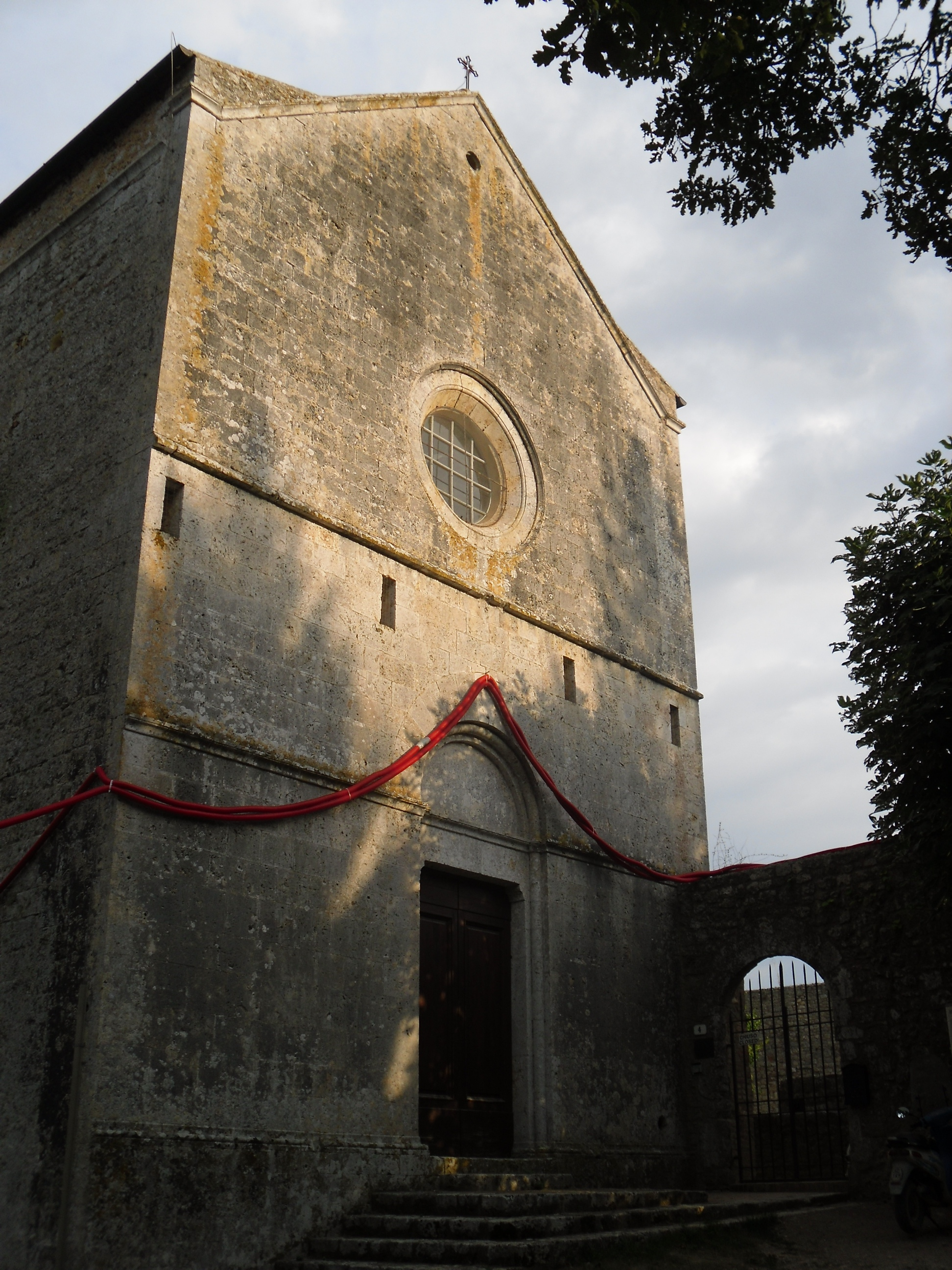
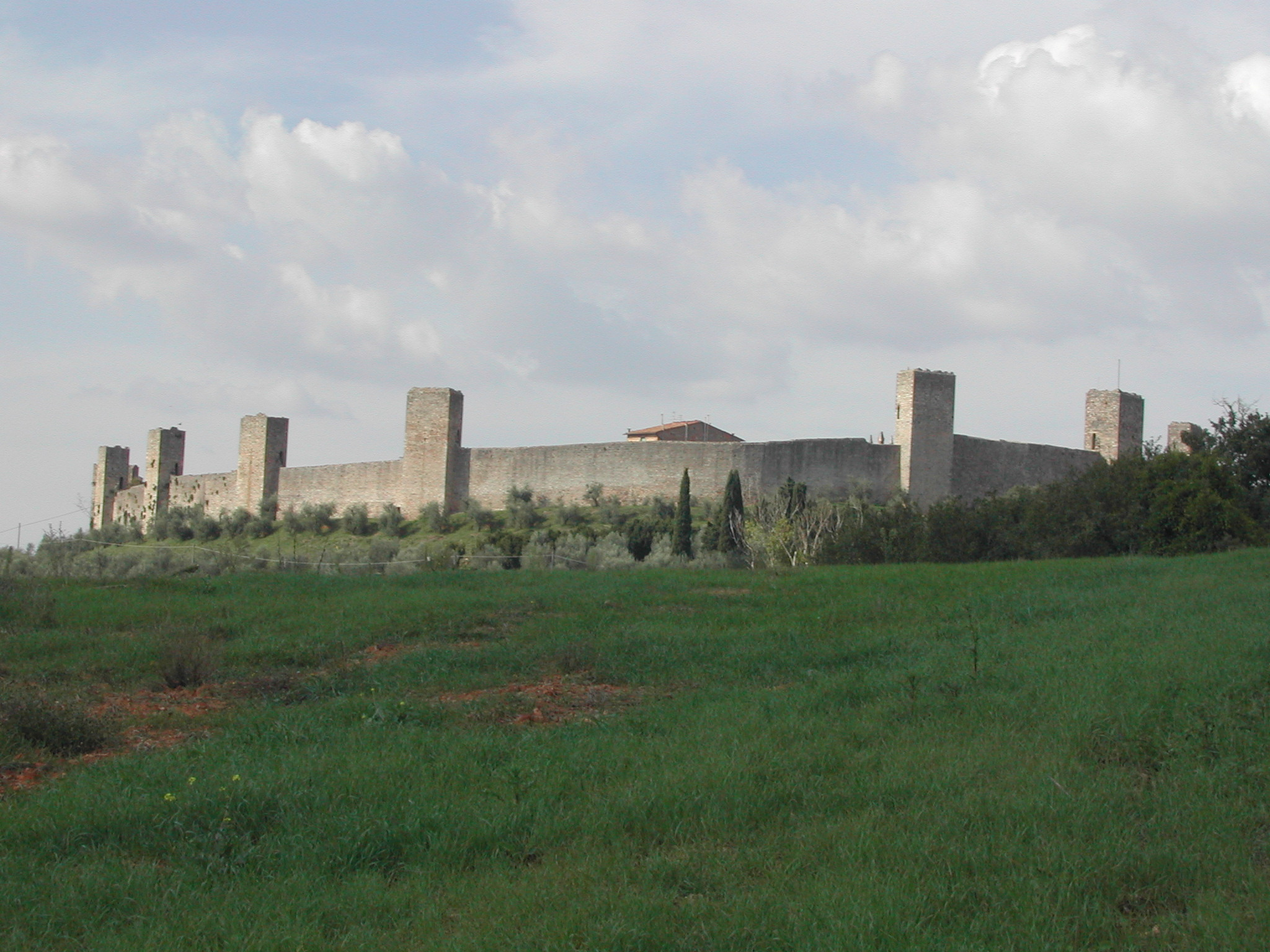
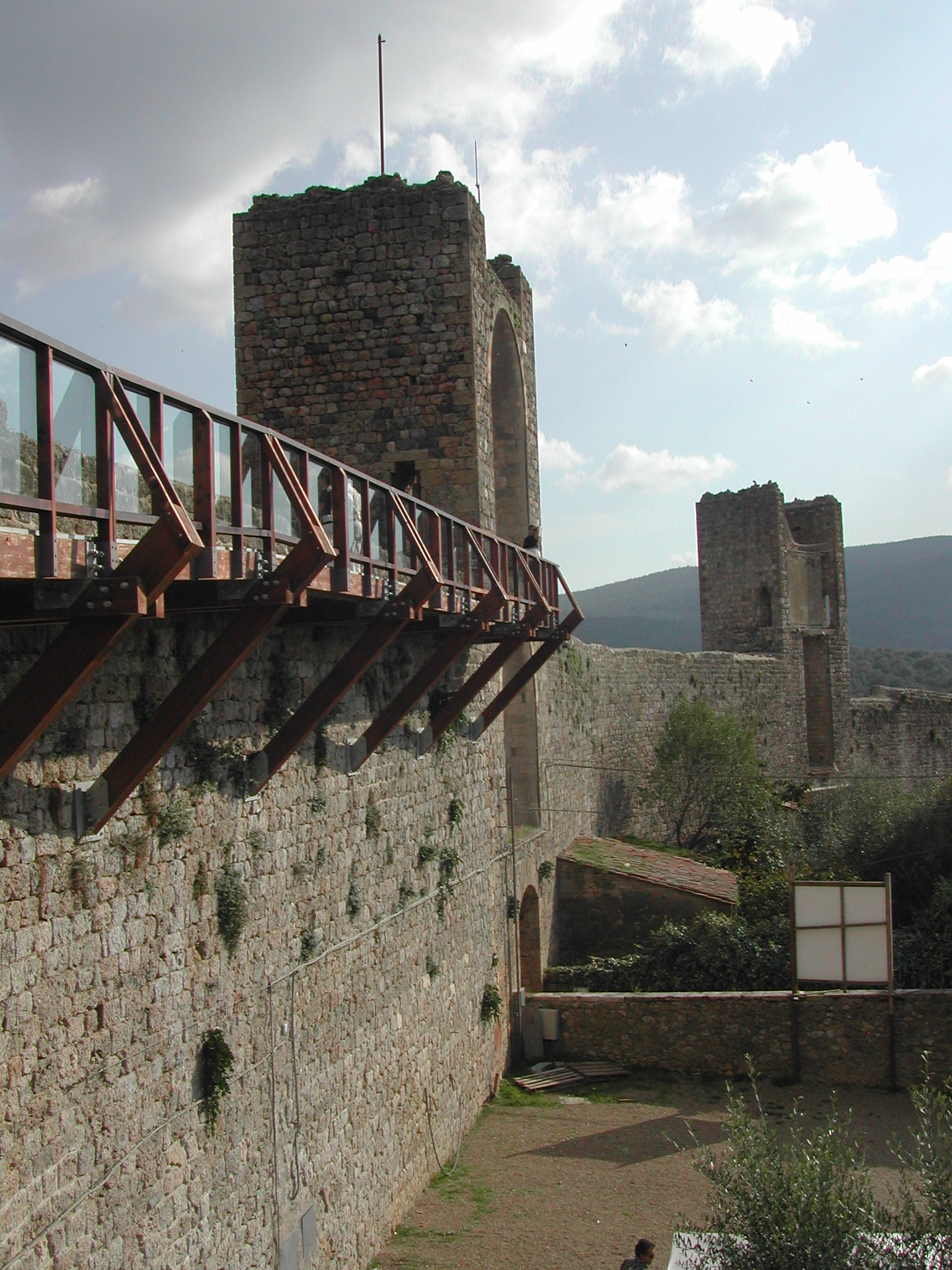